# Théligny
Théligny là một xã trong tỉnh Sarthe ở tây bắc nước Pháp. Xã này có diện tích 14,5 km2, dân số năm 2006 là 200 người.